# Bermudai szabalpálma
A bermudai szabalpálma (Sabal bermudana) a pálmafélék (Areacea) családjába tartozó faj.

## Elterjedése
Bermuda őshonos endemikus növénye, melynek elterjedésére nagy befolyással van a közelmúltban betelepített nem őshonos kínai legyezőpálma (Livistona chinensis) térhódítása is.

## Leírása
A bermudai szabalpálma 25 méter magasra is megnő, de az idősebb egyedeknél nem ritka a 30 méteres magasság sem. Törzse legfeljebb 55 cm átmérőjű. Egy legyezőpálma, melynek levelei 1,5–2 m hosszúak egyenként 45-60 levélkével. A levélkék hossza a 75 cm-t is elérheti. Az 5 mm-es virágok sárgás-fehérek és virágzatba rendeződnek, melynek tengelye 2,5 m hosszú és túlnyúlik a leveleken. Termése egy kb. 1 cm hosszú, sötétbarna, vagy fekete csonthéjas gyümölcs, mely egyetlen magot tartalmaz.

## Ültetése, művelése, kertészeti hasznosítása
Rendkívül sótűrő és előfordulása megszokott látvány Bermudán az Atlanti-óceán partján. Fagytűrő és rövid ideig a -14 °C-ot is képes túlélni, bár ennyire alacsony hőmérséklet egyébként sem jellemző Bermudán.

## Felhasználása
A bermudaiak egy rövid ideig kalapokat készítettek a növény levélkéiből és azt nagy számban exportálták az Egyesült Királyság (London) és más országok divatházaiba a különböző divatirányzatoknak megfelelően. Gyakran lyukat is fúrnak a törzsébe és a törzsből kifolyt cukros levéből egy erős alkoholos italt készítenek, melynek Bibby a neve (innen ered a Bibbyfa elnevezés). Az italt a modern természetgyógyászatban mint méregtelenítő, rákmegelőző szert tartják nyilván.

## Fordítás
- Ez a szócikk részben vagy egészben a Sabal bermudana című angol Wikipédia-szócikk fordításán alapul.  Az eredeti cikk szerkesztőit annak laptörténete sorolja fel. Ez a jelzés csupán a megfogalmazás eredetét és a szerzői jogokat jelzi, nem szolgál a cikkben szereplő információk forrásmegjelöléseként.